# Walt Disney Company
The Walt Disney Company, Disney, är en amerikansk företagskoncern inom nöjesbranschen, grundat av bröderna Walt och Roy Disney den 16 oktober 1923. Fram till 1986 hette företaget Walt Disney Productions. Företagsmärket är tre stora runda cirklar som tillsammans bildar huvudet och öronen på en av deras tecknade figurer Musse Pigg. Nuvarande VD är Robert A. Iger. Huvudkontoret Walt Disney Studios ligger sedan 1940 i Burbank, Kalifornien, USA. Koncernen har idag omkring 223 000 anställda världen över och dess årsomsättning ligger på omkring 70 miljarder dollar.

## Beskrivning

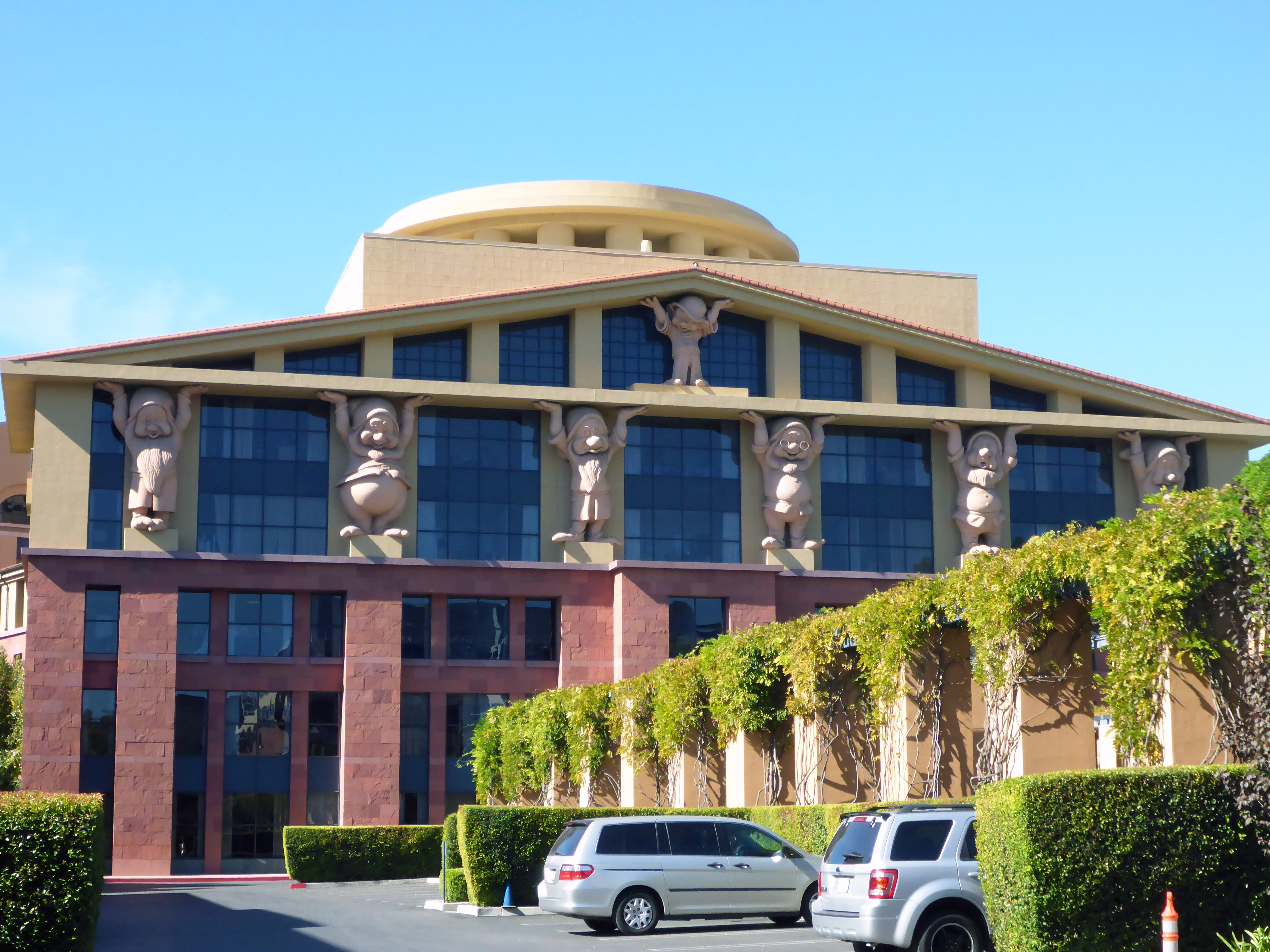
Team Disney Building, uppförd 1990 och ritad av Michael Graves, där de sju dvärgarna från filmen Snövit och de sju dvärgarna håller upp byggnaden som är huvudkontoret för The Walt Disney Company. Det var intäkterna från filmen som möjliggjorde bygget av Walt Disney Studios i Burbank 1940.

Företaget är sedan 1983 inte synonymt med filmstudion Walt Disney Pictures. Även om Walt Disney Pictures kvarstår som kärnan i koncernen har Walt Disney Company idag vuxit till att bli en enorm koncern, innefattande en mängd företag och bolag, fördelade på fyra affärsområden: 
- Disney Studio Entertainment, som främst består av filmbolag.
- Disney Parks and Resorts, som innefattar bland annat temaparker.
- Disney Media Networks, företag främst inom tv- och radiosfären.
- Disney Consumer Products, där bland annat tillverkningen och försäljning av leksaker och andra prylar förs.

En femte avdelning, Disney International, samlar Disneys avdelningar utanför USA, däribland den svenska. Dessa är indelade i The Americas, Asia-Pacific och Europe. För närvarande är bolaget närvarande i drygt 40 olika länder. På den svenska marknaden äger man bland annat TV-kanalerna ESPN America, ESPN Classic, Disney Channel, Disney XD och Disney Junior.
Förutom den egna produktionen licensierar man även ut sitt varumärke bland annat till produktion av matvaror, godis och tecknade serier[källa behövs].

## Företagsstruktur

### Disney Studio Entertainment

#### Filmbolag
Disneys fyra filmbolag bildar tillsammans Buena Vista Motion Pictures Group, en av världens sex största filmstudiosammanslutningar.
Kärnan för Walt Disney Company och ansvariga för skapandet av figurer som Musse Pigg och Kalle Anka är filmbolaget Walt Disney Pictures. Det är detta bolag som skapar de filmer som i allmänt tal kallas disneyfilmer.
Walt Disney Pictures omfattar också animationsstudiorna Walt Disney Feature Animation, som producerar de mest påkostade tecknade filmerna – de så kallade Disneyklassikerna – DisneyToon Studios (planerad för nedläggning i oktober 2006), som svarar för de flesta av bolagets övriga tecknade filmer, då framför allt de som släpps direkt på vhs/dvd, samt den förre samarbetspartnern Pixar Animation Studios.
Övriga filmbolag inom Walt Disney Company är Touchstone Pictures, Hollywood Pictures och Miramax Films. Under åren 1993–2005 var även Dimension Films en del av Walt Disney Company.

#### Filmdistribution
Distribution av dessa bolags filmer sker idag enbart via Buena Vista Distribution (allmänt kallat Buena Vista) och dess dotterbolag; Buena Vista Home Entertainment som svarar för distribution via vhs och dvd, Buena Vista International som handhar distributionen till internationella biografer och Buena Vista Home Entertainment International som distribuerar till köp- och hyrfilmer utanför den amerikanska marknaden.

#### Scenuppsättningar
Walt Disney Theatrical Productions och Hyperion Theatrical Productions – tillsammans Buena Vista Theatrical Productions producerar musikaler och teateruppsättningar. Endast det förstnämnda släpper produktioner under Disney-varumärket.

#### Musik
I koncernen ingår fyra skivbolag; Walt Disney Records, Buena Vista Records, Hollywood Records och Lyric Street Records, där utgivningen för de tre första till stor del består av soundtrack. Tillsammans bildar koncernens skivbolag Disney Music Group.

### Disney Parks och Resorts
Basen för denna avdelning är Disneys temaparker. Förutom dessa ingår även Disneys hotell och restauranger och fyra fartyg som bedriver kryssningsverksamhet inom företaget Disney Cruise Line. Ansvarigt för utveckling av samtliga företag inom Parks and Resorts är Walt Disney Imagineering.
I dagsläget driver Disney sex temaparker:
- Disneyland i Anaheim, Kalifornien, USA
- Disney World i Lake Buena Vista, Florida, USA
- Disneyland Resort Paris utanför Paris, Frankrike
- Tokyo Disney Resort utanför Tokyo, Japan
- Hong Kong Disneyland i Hongkong, Kina
- Shanghai Disneyland

### Disney Media Networks

#### TV-bolag och -kanaler
Bland de Disney-ägda tv-kanalerna finns det amerikanska nationella nätverket American Broadcasting Company (ABC), med flera dotterkanaler – däribland familjekanalen ABC Family, nyhetsbolaget ABC News med nyhetskanalen ABC News Now samt sportbolaget ABC Sports – sportkanalen ESPN, med en mängd dotterkanaler som de europeiska  ESPN America och  ESPN Classic som båda finns i Sverige – samt den multinationella barnkanalen Disney Channel och dess systerkanaler Disney XD, Playhouse Disney och Disney Cinemagic.

#### TV-produktion
Produktionsbolaget Walt Disney Television har producerat en mängd tv-serier för barn och yngre tonåringar, såväl tecknade serier som serier med skådespelare. För närmare detaljer kring de tecknade serierna se Lista över Disneys tecknade tv-serier. 
Buena Vista Television sköter tv-distributionen av samtliga disneyägda film- och tv-bolags produktioner, och har dessutom en mindre egenproduktion, som dock enbart innefattar tävlingsprogram och talkshows. För den internationella tv-distributionen svarar Buena Vista International Television.
Det tredje disneyägda televisionsproduktionsbolaget, Touchstone Television, har blivit ett av 2000-talets mest framgångsrika tv-produktionsbolag, med flera av de mest prisade amerikanska tv-serierna i sin produktion.

#### Radio
Förutom tv-kanaler innefattar Walt Disney Company även ca 80 radiokanaler, däribland Radio Disney och ABC:s och ESPN:s radiokanaler.

#### Internet
Media Networks inkluderar även antal internetportaler, däribland Go.com och Movies.com, samlade i Walt Disney Internet Group. Walt Disney Internet Group driver också samtliga Walt Disney Companys och dess dotterbolags webbplatser.
Disney har skapat en internetbaserad betaltjänst för strömmande video kallad Disney+ (uttalat "Disney plus"). Tjänsten presenterades fredagen den 12 april 2019 och lanserades 12 november 2019 i USA. Videoinnehållet kommer från Disney, Pixar, Marvel, Lucasfilm, National Geographic samt 20th Century Fox. Tjänsten hade i april 2020 50 miljoner prenumeranter. Ett knappt år efter premiären i USA är tjänsten tänkt att lanseras i Sverige 15 september 2020.

### Disney Consumer Products
Inom denna avdelning av koncernen finns bland annat Disney Toys, som producerar leksaker, Disney Educational Products, som producerar utbildningsmaterial, och Walt Disney Home Entertainment, som svarar för försäljningen av köpvideo och dvd. Även Disney Stores – butiker som enbart säljer Disneyprylar – ligger härunder.
Förutom egenproduktion bedrivs här en omfattande licensiering av varumärket Disney; bland annat handhar Buena Vista Games licensen för produktion av bland annat datorspel, och har dessutom en omfattande egenproduktion av spel och annan mjukvara. Walt Disney Publishing och dess internationella avdelning Disney Publishing Worldwide producerar dels egna böcker och tidningar, men är också den kanal genom vilken Disney säljer lincensieringen av bland annat tecknade serier. Undantaget ett åren 1990–1993 har "disneyserierna" aldrig producerats av Walt Disney Company självt.

## Företagshistorik

### Under Walt Disney
- 1922: Walt Disneys och Ub Iwerks första filmbolag Laugh-O-Gram Studio bildas i Kansas City.
- 1923: Den 23 juli går Laugh-O-Gram Studio i konkurs och den 16 oktober bildar Walt och Roy Disney The Disney Bros. Cartoon Studio, tillsammans med Ub Iwerks i Los Angeles.
- 1925: Studion byter namn till Walt Disney Studios, på initiativ från Roy Disney.
- 1929: Den 16 december omstruktureras företaget under namnet Walt Disney Productions, och tre systerbolag – Walt Disney Enterprises, Disney Film Recording Company, och Liled Realty and Investment Company – grundas. Walt blir styrelseordförande och Roy blir verkställande direktör. Samma år har säljs den första licensen för att trycka en disneyfigur på en produkt – Musse Pigg syns nu inte bara på film utan också på skrivtavlor.
- 1930: King Features Syndicate får som första företag licens att producera Disneyserier, och den 13 januari gör seriestrippen Mickey Mouse premiär.
- 1938: Den 29 september går Walt Disney Enterprises, Disney Film Recording Company och Liled Realty and Investment Company upp i Walt Disney Productions.
- 1941: Serieförlaget Western Publishing får licens att börja producera egna disneyserier till sina seriehäften.
- 1952: Den 16 december grundar Walt Disney det oberoende företaget WED (Walter Elias Disney) Enterprises i syfte att skapa en temapark.
- 1954: Walt och Roy grundar Buena Vista Distribution för att själva kunna sköta distributionen av Walt Disney Productions' filmer.
- 1955: Temaparken Disneyland öppnar, Walt Disney Productions äger en dryg tredjedel av dess aktier.
- 1956: Disneyland Records grundas och släpper Disneys första skiva.
- 1960: Walt Disney Productions köper upp de sista aktierna i Disneyland och blir ensam ägare. Walt Disney väljs in i styrelsen för basebollklubben Los Angeles Angels, och hans företag påbörjar uppköp av dess aktier.
- 1961: Buena Vista Distribution utvidgas när Buena Vista International grundas för internationell distribution av Walt Disney Productions' filmer.
- 1965: WED Enterprises blir en del av Walt Disney Productions.
- 1966: Den 15 december dör Walt Disney, 65 år gammal. Brodern Roy tar över ledningen av företaget.

### 1967–1989
- 1969: Walt Disney Educational Materials Co. (nuvarande Disney Educational Products) bildas, ett dotterbolag inom koncernen med uppgift att producera utbildningsmaterial för skolor.
- 1971: Walt Disney World slår upp sina dörrar. Walt Disney Productions är ensam ägare och bildar avdelningen Walt Disney Attractions – nuvarande Walt Disney Parks and Resorts – för att ansvara för temaparkerna. Roy Disney pensionerar sig i oktober och avlider den 20 december, 78 år gammal. Donn Tatum tar över ledningen av företaget.
- 1980: Buena Vista Home Entertainment – en avdelning av Walt Disney Productions i syfte att producera videofilmer – bildas, och släpper sina första videokassetter. Tillsvidare produceras dock inget nytt material direkt för videomarknaden.
- 1982: Walt Disney Productions nystartade avdelning Walt Disney Computer Software släpper sin första produkt; datorspelet Tron, som bygger på filmen med samma namn.
- 1983: Den 15 april öppnar Disneyland Tokyo och den 18 april börjar Walt Disney Productions' första tv-kanal Disney Channel sända. Samma år bildas också filmstudion Walt Disney Pictures och tv-produktionsbolaget Walt Disney Television som egna bolag under Walt Disney Productions.
- 1984: Walt Disney Productions bildar bifirman (label) Touchstone Pictures för att börja producera filmer även för andra målgrupper än barn och familjepubliken. Dess första film blir Splash. Samma år bildas avdelningen Walt Disney Television Animation inom Walt Disney Television.  Western Publishing lägger ned sin produktion av disneyserier, och licensen säljs istället till det lilla företaget Another Rainbow. Disney Development Co., ett företag med uppgift att planera, utveckla och bygga koncernens hotell, kontorsbyggnader och andra komplex utan band till temaparkerna, bildas.
- 1985: Walt Disney Television Animation börjar producera tecknade tv-serier – först ut är Wuzzlarna och Bumbibjörnarna. Samma år får Touchstone Pictures' ett motsvarande produktionsbolag för tv-program: Touchstone Television. För att sköta tv-distributionen av de disneyägda bolagens produktioner startas Buena Vista Television.
- 1986: Den 6 februari byter Walt Disney Productions namn till Walt Disney Company. Samma år byter även Disneyland Records namn till Walt Disney Records. Den 13 september har Buena Vista Televisions första egenproducerade tv-program premiär: talkshowen Siskel & Ebert & the Movies. Walt Disney Feature Animation bildas som egen enhet under Walt Disney Pictures. WED Enterprises byter namn till Walt Disney Imagineering.
- 1987: I mars öppnar den första Disney Store.
- 1988: Walt Disney Animation Australia och Walt Disney Animation Japan, två företag inom Walt Disney Pictures, bildas och börjar tillsammans producera Nya äventyr med Nalle Puh. Walt Disney Computer Software  byter namn till Disney Soft-Ware.
- 1989: Det andra disneyägda skivbolaget, Hollywood Records startas, i syfte att föra fram artister som inte är knutna till Disney-märkta film- och tv-produktioner.

### 1990-talet
- 1990: Walt Disney Company bildar filmbolaget Hollywood Pictures liksom skivbolaget Hollywood Records, i syfte lätta på den stora produktionsbördan som ligger på Touchstone Pictures. Dess första release är Imse vimse spindel. Den nystartade underavdelningen till Walt Disney Feature Animation, DisneyToon Studios, släpper sin första tecknade långfilm Farbror Joakim och Knattarna i jakten på den försvunna lampan. Walt Disney Animation Australia och Walt Disney Animation Japan läggs under DisneyToon Studios. Walt Disney Company återkallar Another Rainbows licens, och börjar själva producera serier och serietidningar genom företaget Walt Disney Comics.
- 1991: Bokförlaget Hyperion Books publicerar sin första bok.
- 1992: Euro Disneyland öppnar i Paris.
- 1993: Walt Disney Company köper upp Miramax Films och dess dotterbolag Dimension Films. Samma år läggs Walt Disney Comics och den egna serieproduktionen ned. Licensen att producera disneyserier säljs till Another Rainbow och Marvel Comics. Walt Disney Company startar också sitt första idrottslag: ishockeylaget Mighty Ducks of Anaheim, som läggs under avdelningen Parks and Resorts.
- 1994: Euro Disneyland byter namn till Disneyland Paris. Den 20 maj släpps Jafars återkomst, Walt Disney Television Animations första långfilm, som också är den första Disneyproduktion som producerats direkt för videomarknaden, och den första av många uppföljare till Disneyklassikerna. Disney Soft-Ware omformas till Disney Interactive.
- 1995: Disney Cruise Line bildas som en avdelning inom Walt Disney Parks and Resorts. Det nybildade Walt Disney Theatrical Productions presenterar sin första uppsättning: musikalversionen av Skönheten och odjuret. Walt Disney Company tar steget ut på internet och bildar sökmotorn Go.com.
- 1996: Walt Disney Company köper upp American Broadcasting Company (ABC), dess dotterkanaler ABC News och ABC Sports samt den av ABC majoritetsägda sportkanalen ESPN med dotterkanaler. Med köpet medföljer dessutom en mängd radiokanaler tillhörande ABC och ESPN. Samma år startar Disney också sin första egna radiokanal - Radio Disney - och tillsammans med Disney Channel bildar dessa företag avdelningen Media Networks inom Walt Disney Company. Disney Development Co. går upp i Walt Disney Imagineering.
- 1997: Walt Disney Pictures nystartade samarbete med Pixar  skördar sin första framgång när deras första samproduktion Toy Story får premiär. Hollywood Records nystartade dotterbolag, Lyric Street Records, släpper sin första skiva; Stepping Stone med Lari White.
- 1998: Den 18 april premiärsänder Disney Channels systerkanal Toon Disney. Den 30 juli sjösätts det nystartade Disney Cruise Lines första kryssningsfartyg Disney Magic. Samma år köper Disney upp sökmotorn Infoseek och låter den gå upp i Go.com, som omformas till en webportal. Även musikproduktionen får tillökning när Mammoth Records köps upp.
- 1999: Den 15 augusti påbörjar det andra av Disneys kryssningsfartyg, Disney Wonder, sin verksamhet. Samma år blir Walt Disney Company majoritetsägare av basebollklubben Anaheim Angels.

### 2000-talet
- 2000: Den 1 januari startar ABC den nya kanalen SOAPnet, och i mars startar filmsiten Movies.com. Senare samma år har Disneys nystartade produktionsbolag för scenuppsättningar utan någon egentlig Disneyanknytning – Hyperion Theatrical – premiär på sin första uppsättning: musikalen Aida. Paraplyorganisationen Walt Disney Internet Group bildas och Go.com samt koncernens övriga webbsidor sammanförs här.
- 2001: I juli köper ABC upp Fox Family och Fox Kids Network. Fox Family byter namn till ABC Family
- 2003: Mammoth Records går helt upp i Hollywood Records, och upphör att existera. Basebollklubben Anaheim Angels säljs. Buena Vista Games bildas som ett företag inom Disney Consumer Products. Disney Interactive underställs det Buena Vista Games och går så småningom helt upp i det.
- 2004: I februari köper Walt Disney Company rättigheterna till Mupparna, vilket inkluderar tidigare och kommande filmer, tv-serier och övriga produkter. Fox Kids Network byter namn till Jetix och den 27 september premiärsänder ABC:s systerkanal ABC1. Senare samma år har ytterligare en ABC-kanal premiär: ABC News Now. Walt Disney Animation Japan läggs ned.
- 2005: Den 12 september öppnar Hongkong Disneyland. Samma år går Walt Disney Television Animation upp i Disney Channel, och Walt Disney Company säljer Mighty Ducks of Anaheim. Även Dimension Films säljs. Avalanche Software köps upp och underställs Buena Vista Games. Lilla kycklingen – Disneys 45:e "klassiker", och den första sådan som är datoranimerad har premiär. Koncernen meddelar att Walt Disney Feature Animation i fortsättningen med största sannolikhet enbart kommer att producera datoranimerade filmer.
- 2006: I januari köper Walt Disney Company upp Pixar Animated Studios, som i maj har lagts under Walt Disney Feature Animation.
- 2009: Den 31 augusti 2009 blir Marvel uppköpt av Disney. [7] Roy E. Disney avlider den 16 december, den siste från familjen Disney som arbetade vid företaget.
- 2012: Den 30 oktober 2012 köpte Walt Disney Company LucasFilm Ltd. för $ 4,05 miljarder. Samtidigt meddelade Disney om att tre nya filmer om Star Wars ska släppas 2015, 2017 och 2019.[8]
- 2017: I mitten av december 2017 tillkännagavs att Walt Disney Company köper merparten av mediemogulen Rupert Murdochs 21st Century Fox för 52,4 miljarder dollar (motsvarande 440 miljarder kronor). Affären innebär att Disney på drygt tio år har köpt verksamheter för omkring 600 miljarder kronor.[9][10]